# Jonathan Cherry
Jonathan Cherry (ur. 3 grudnia 1978 w Montrealu) – kanadyjski aktor.

## Życiorys
Urodził się w Montrealu w prowincji Quebec. Dorastał w Toronto w Ontario. Uczęszczał do Thornlea Secondary School w Markham. Studiował aktorstwo w Vancouver Film School w Vancouver.
Karierę aktorską rozpoczął od występu w roli Dennisa Quilantipa w telewizyjnej komedii Dopóki tata nas nie rozłączy (Till Dad Do Us Part, 2001) u boku Johna Larroquette i Markie Post. Wystąpił w horrorach: Oni (They, 2002) jako Darren z udziałem Laury Regan, Marca Blucasa i Jona Abrahamsa, Oszukać przeznaczenie 2 (Final Destination 2, 2003) Davida R. Ellisa w roli narkomana Rory’ego Petersa oraz Dom śmierci (House of the Dead, 2003) Uwe'a Bolla w roli głównej, jako Rudy. Pojawiał się gościnnie w serialach, w tym Po tamtej stronie (2001), CSI: Kryminalne zagadki Miami (2006) czy CSI: Kryminalne zagadki Nowego Jorku (2006). 
Za rolę Spumoniego Agnellosa w telewizyjnym dramacie fantasy Marker (2005) był nominowany do nagrody Leo za najlepszą główna rolę męską w dramacie pełnometrażowym.

## Filmografia

### Filmy
- Oni  (They, 2002) jako Darren
- Long Shot (2002) jako Vernon
- Dom śmierci  (House of the Dead, 2003) jako Rudy
- Oszukać przeznaczenie 2  (Final Destination 2, 2003) jako Rory
- Manslaughter (2009) jako Taz
- Zabijaka (2011) jako Marco Belchior

### Seriale
- Po tamtej stronie (The Outer Limits, 2001) jako Andy
- CSI: Kryminalne zagadki Miami  (CSI: Miami, 2006) jako Gavin LaPorte
- CSI: Kryminalne zagadki Nowego Jorku  (CSI: NY, 2006) jako James Golden
- Nie z tego świata (2017) jako Dave Mather